# 2016年リオデジャネイロオリンピックのジャマイカ選手団

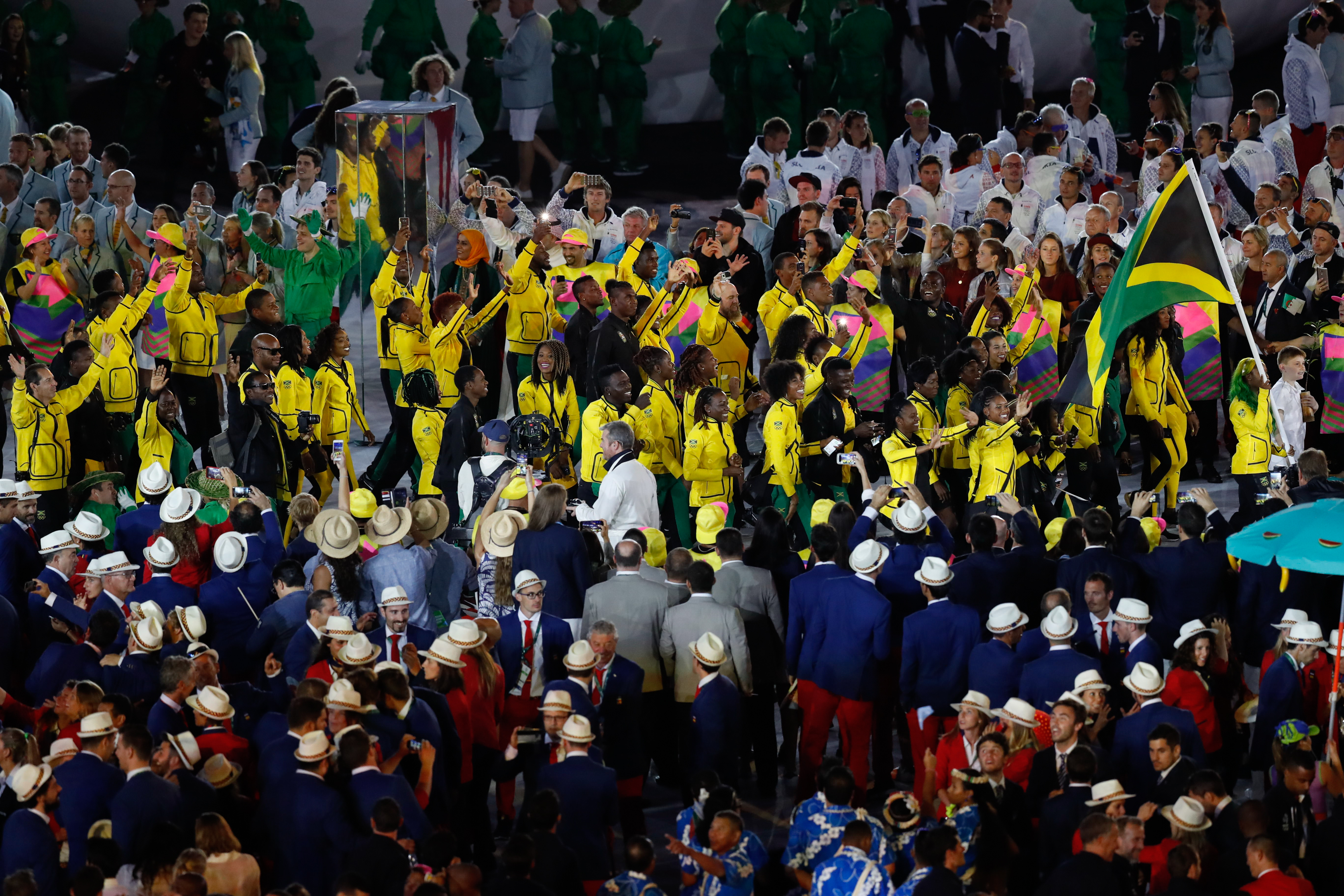
開会式にて

2016年リオデジャネイロオリンピックのジャマイカ選手団（2016ねんリオデジャネイロオリンピックのジャマイカせんしゅだん）は、2016年8月5日から8月21日にかけてブラジルのリオデジャネイロで開催された2016年リオデジャネイロオリンピックのジャマイカ選手団、およびその競技結果。

## 概要
今大会は金メダル6個、銀メダル3個、銅メダル2個の合計11個のメダルを獲得した。ジャマイカ勢として過去最多の金メダル6個を記録した。 
陸上競技ではウサイン・ボルトが男子100mと200mで3連覇を達成した。

## メダル
| メダル | 選手名 | 競技 | 種目             |
| ------ | --- | ---- | ---------------- |
| 金     | ウサイン・ボルト | 陸上 | 男子100m         |
| 金     | ウサイン・ボルト | 陸上 | 男子200m         |
| 金     | オマール・マクレオド                                                                                                | 陸上 | 男子110mハードル |
| 金     | アサファ・パウエル ヨハン・ブレーク ニッケル・アシュミード ウサイン・ボルト                                         | 陸上 | 男子4×100mリレー |
| 金     | エレイン・トンプソン                                                                                                | 陸上 | 女子100m         |
| 金     | エレイン・トンプソン                                                                                                | 陸上 | 女子200m         |
| 銀     | ピーター・マシューズ ネイソン・アレン フィッツロイ・ダンクリー ジェイボン・ブランシス                               | 陸上 | 男子4×400mリレー |
| 銀     | クリスタニア・ウィリアムズ エレイン・トンプソン ベロニカ・キャンベル＝ブラウン シェリー＝アン・フレーザー＝プライス | 陸上 | 女子4×100mリレー |
| 銀     | ステファニー・アン・マクファーソン アニーシャ・マクローリン シェリカ・ジャクソン ノブレーン・ウィリアムズ＝ミルズ   | 陸上 | 女子4×400mリレー |
| 銅     | シェリー＝アン・フレーザー＝プライス                                                                                | 陸上 | 女子100m         |
| 銅     | シェリカ・ジャクソン                                                                                                | 陸上 | 女子400m         |